# Dodge Hornet
Ne doit pas être confondu avec Dodge Hornet (concept de 2006).
Le Dodge Hornet est un SUV compact commercialisé par Dodge à partir de 2023. Il s'agit du plus petit véhicule de la marque, clone de l'Alfa Romeo Tonale, commercialisé exclusivement en Amérique du Nord et fabriqué en Italie.

## Conception
Le Dodge Hornet est un SUV, clone de l'Alfa Romeo Tonale pour l'Amérique du Nord. C'est le premier modèle hybride rechargeable de la marque américaine.
Après la commercialisation de l'Alfa Romeo Tonale, au cours du mois d'août 2022, Dodge dévoile sa propre version de ce SUV. Adapté pour satisfaire les marchés Nord américains, le Dodge Hornet est disponible dès le début d'année 2023. Il est commercialisé aux côtés de l'Alfa Romeo Tonale qui dispose des mêmes motorisations.
Le Dodge Hornet reprend le design global du Tonale, mais le constructeur américain a apporté quelques légères retouches pour conserver le style Dodge. Le Hornet a en effet été dessiné par Jeff Gale, dont le père Tom Gale avait dessiné la Dodge Viper. Ainsi, les boucliers, les signatures lumineuses ou encore le capot et la calandre ont été modifiés. Les prises d'air typiques de la marque et dévoilées auparavant sur la Dodge Charger sont aussi présentes .
Le Dodge Hornet est produit dans l'usine de Pomigliano d'Arco, près de Naples, en Italie. Sa commercialisation n'est pas prévue sur le marché européen.

## Caractéristiques techniques
Directement dérivé du Tonale Q4, il en reprend la conception et les caractéristiques techniques. Le Hornet repose donc également sur la plateforme Fiat Small Wide également utilisée pour le Jeep Compass de 2e génération.

### Motorisations
Deux motorisations sont proposées :
- Hornet GT, moteur turbocompressé essence 2.0 litres développant 268 ch.
- Hornet R/T, 1.3 litres turbocompressé hybride rechargeable développant quant à lui 288 ch.

En ce qui concerne les groupes motopropulseurs, la version GT, en entrée de gamme, propose un 2.0 turbo essence de 4 cylindres en ligne développant 268 chevaux et 400 Nm de couple, tandis que la version R/T propose un moteur Fiat 1.3 FireFly de 4 cylindres en ligne développant 180 Ch, associé à un moteur électrique de 122 Ch (90 kW) et à une batterie de 15,5 kWh, délivrant au total 288 chevaux et un couple de 519 Nm.
Les 2 motorisations sont équipées de série de 4 roues motrices.
Selon Dodge, la Hornet R/T offrira une autonomie en tout électrique de plus de 48 km. Équipée du moteur turbocompressé de 268 chevaux de la version GT, la Hornet peut passer de 0 à 100 km/h en 6,1 secondes, contre 5,6 pour la version R/T.

### Finitions
Quatre niveaux de finitions sont disponibles : GT, GT Plus, R/T et R/T Plus.

La version Plus apporte, en plus de la version basique, les sièges électriques en cuir chauffants et ventilés, un système audio Harman/Kardon, et un toit ouvrant électrique.

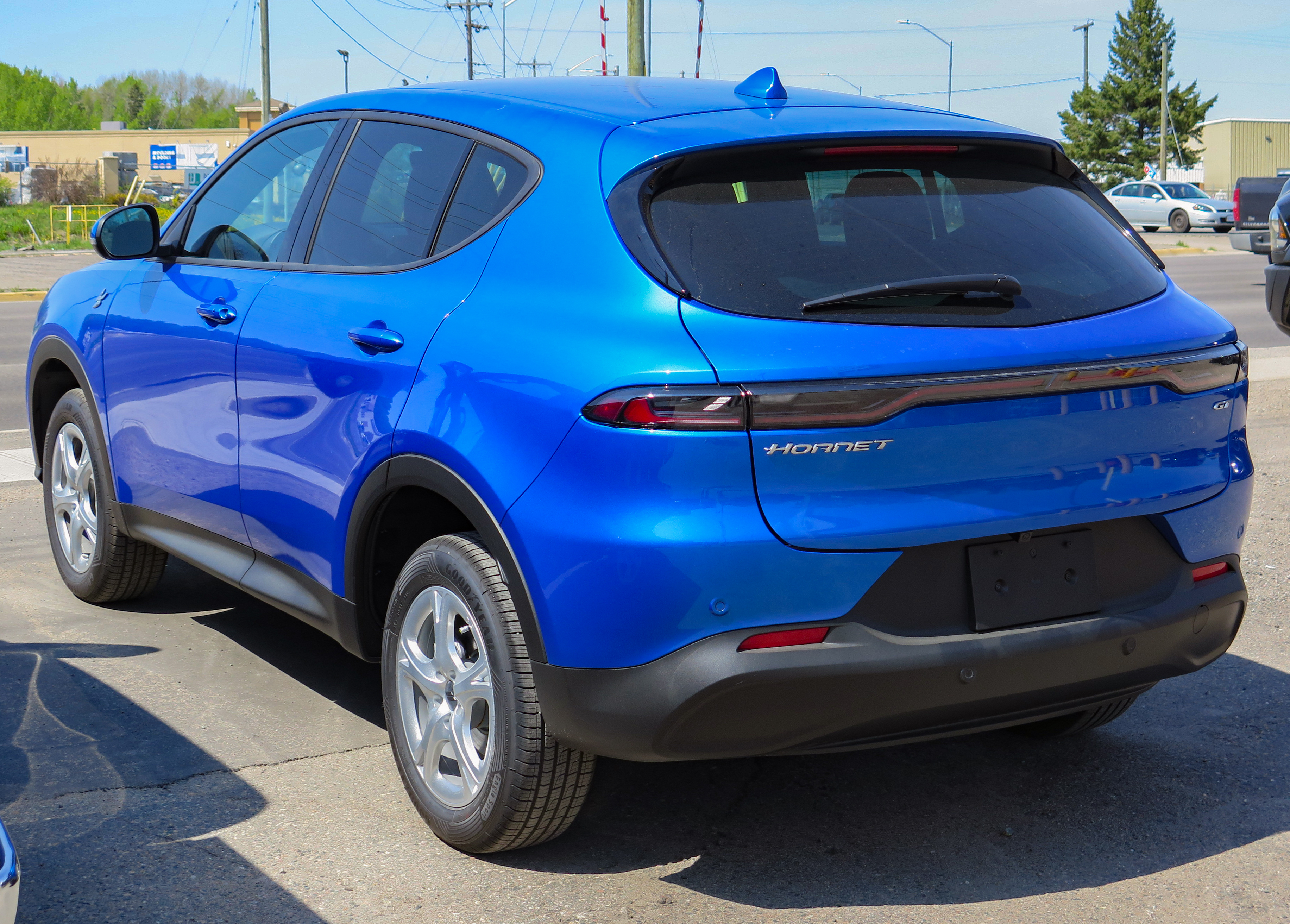
Vue arrière
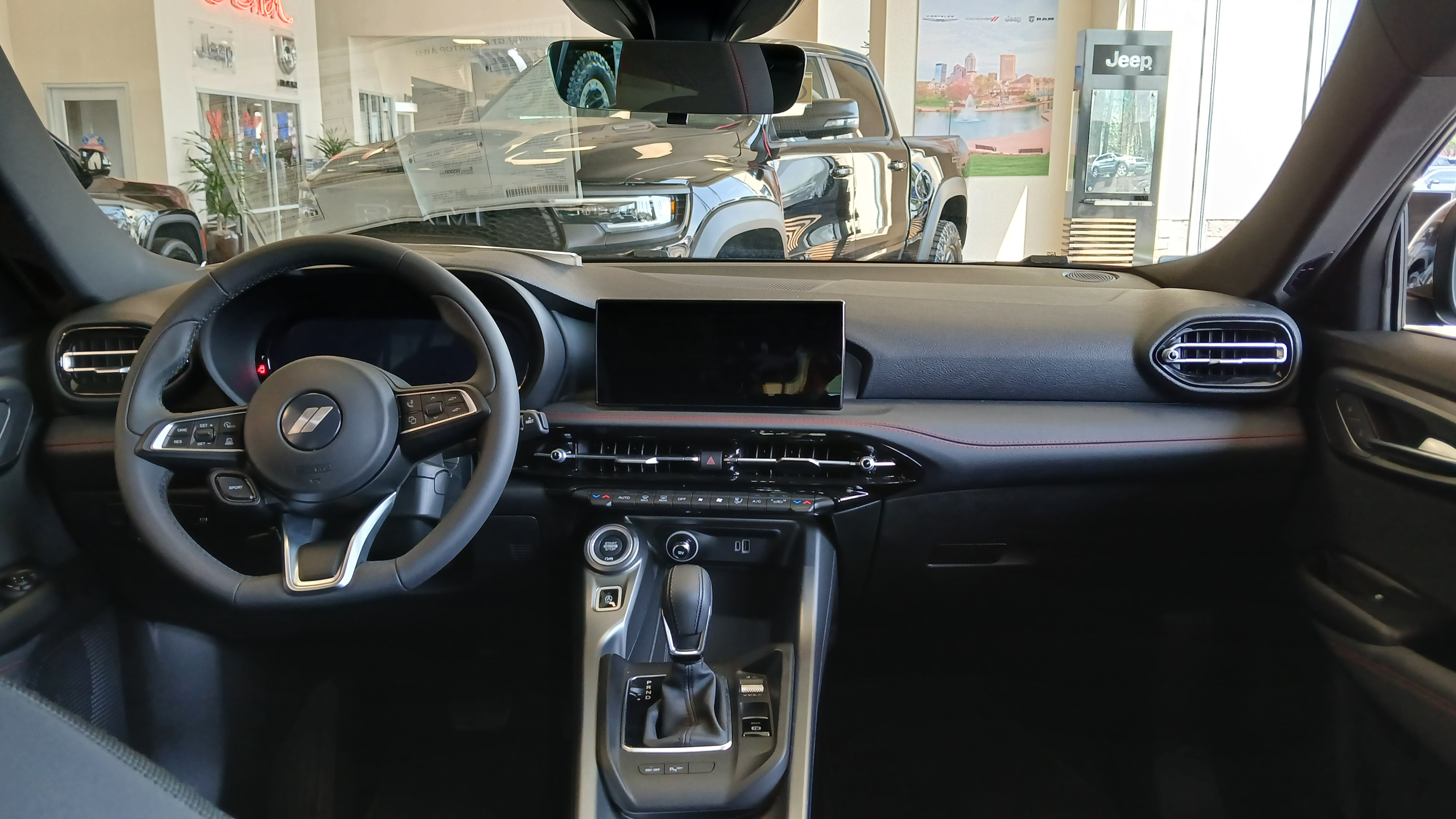
Intérieur.

## Chiffres de vente
| Année | États-Unis | Canada |
| ----- | ---------- | ------ |
| 2023  | 9 336      | 2 052  |
| 2024  | 20 559     | 2 371  |